# Wenzel Buhle

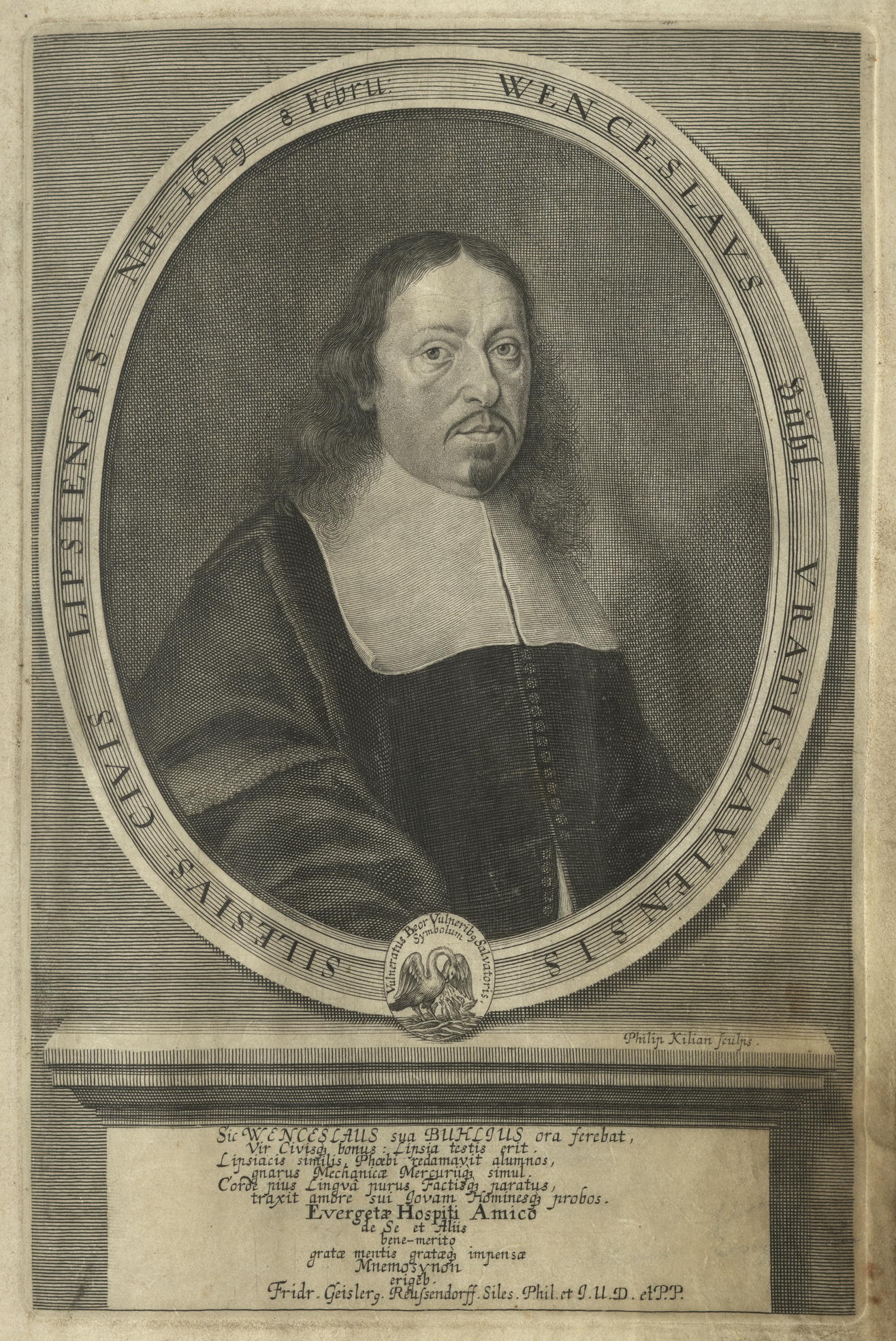
Wenzel Buhle, Kupferstich, um 1676

Wenzel (Wenceslaus) Buhle (* 8. Februar 1619 in Breslau; † Ende August 1685) war ein Leipziger Rauchwarenhändler und Stifter in der Zeit nach dem Dreißigjährigen Krieg.
Wenzel Buhle stammte aus Breslau. Ein Mitglied der Familie Buhle blieb dort weiter im Pelzgewerbe tätig; zu Wenzels Lebzeiten, jeweils in den Jahren 1671 und 1680, hat sein Bruder Jacob Buhle dort in seiner Innung ein Amt als Kürschnerältester des Zechamts angetreten. Jacob Buhle, ebenfalls ein gebürtiger Breslauer, war nach Leipzig gewandert und hatte dort seine Meisterprüfung abgelegt. Er blieb nicht als Zunftmeister in Leipzig, sondern ging zurück nach Breslau, heiratete die Tochter des dortigen Bauschreibers und führte dort sein Handwerk aus. Breslau, eine auch im Rauchwarenhandel bedeutende Handelsstadt in Schlesien, hatte durch eine Pestepidemie in den zuvor liegenden Jahren 18.000 von 40.000 Bürgern verloren.
Im für den Fellhandel noch bedeutenderen Leipzig, das vor allem auch ein weltweiter Handelsplatz für Pelzfelle aus Osteuropa war, hatte sich der „Rauchhändler“ Wenzel Buhle erfolgreich niedergelassen.
Als die Pest 1680 auch in Leipzig wütete, gründeten „12 wackere und gelehrte Leute“ ein Konsortium, unter ihnen Wenzel Buhle. Sie setzten sich zur Aufgabe, einander und den Kranken zu helfen, im schlimmsten Fall für ein Begräbnis zu sorgen und den Hinterbliebenen beizustehen. Noch im Jahr 1680 starben von den 15.000 Einwohnern Leipzigs 4000 an Cholera und Pest, darunter acht der (im Jahr 1663 nachgewiesenen) 68 Kürschnermeister. Das „Consortio“ bestand noch 1713, beim Ableben des letzten Gründungsmitglieds.

## Rübezahl-Schriften des Johannes Praetorius

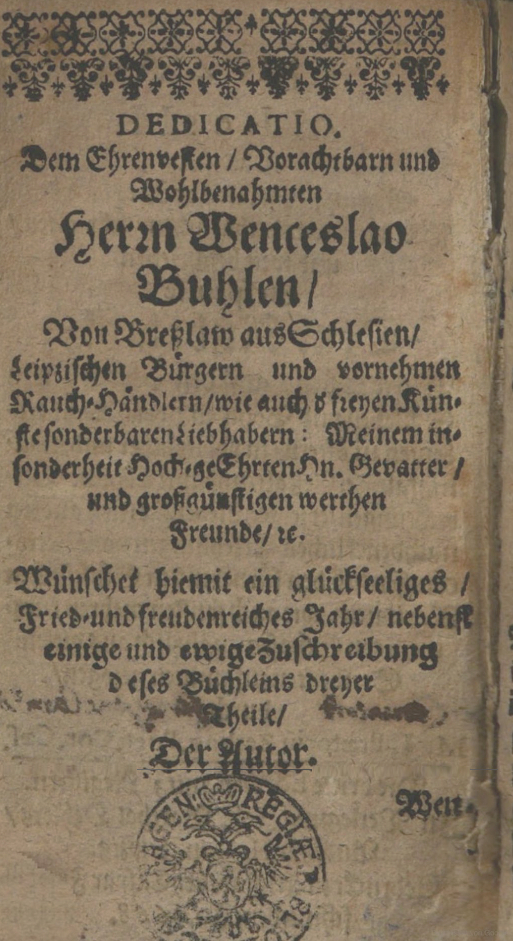
Dedikation im Rübezahl-Buch für Herrn Wenceslav Buhlen

Wenzel Buhle fand, neben seiner Stiftung bei seinem Tod im Jahr 1685, vor allem durch die Finanzierung des Rübezahl-Buches des Johannes Praetorius (1630–1680) Erwähnung. Buhle war der Familie Prätorius privat verbunden. Er war Pate von Barbara Agnes Prätorius, geboren am 3. August 1662.
Das Buch des „Magisters Johannes Praetorius“ wurde bei seinem ersten Erscheinen im Jahr 1662 direkt gut aufgenommen, es erschien eine zweite Auflage, im Jahr 1665 eine unabhängige weitere Ausgabe. In der dritten, dem ersten Druck entsprechenden Ausgabe von 1668 trägt sie den Titel
„DaeMonoLogIa RUBINZALII SILESEI“,
mit dem Untertitel „Das ist / Ein ausführlicher Bericht / von dem wunderbarlichen / sehr alten / und weit beschrienen Gespenste Dem Rübezahl; Welches sich / auff den Gebürgen in Schlesien und Böhmen / den Wandersleuten zu öftern / in possierlicher und manigfaltiger Gestalt / und mit seltsame Verrichtungen / erzeiget: Nebenst vielen andern nachdencklichen Erzehlungen von Beröcknissen / uń den fürnehmsten Schlesischen Raritäten: wie auch sonsten mehren kurtzweiligen Schosen gäntzlich aus vielen Scribenten zusammen gezogen / durch M. J. Prætoriú Zetling. Poet. Cor. Cæl.“ (3. Edition).
Gewidmet ist das Werk seinem Geldgeber,
„dem Ehrenvesten / Vorachtbarn und Wohlbenahmten Herrn Wenceslav Buhlen / Von Breslaw aus Schlesien / Leipzischen Bürgern und vornehmen Rauch-Händlern / wie auch [?] freyen Künste sonderbaren Liebhabern: Meinem insonderheit HochgeEhrten Hn. Gevatter / und großgünstigen werthen Freunde / etc.“
In der Ausgabe von 1662 lautete es noch : „[…] Leipzigschen Bürgern und Kürschnern wie auch […]“
Es folgt ein als Anagramm „Blue Seel / und wachs'“ und Akrostichon bezeichnete Widmung, deren Anfangsbuchstaben den Namen Wendzeslau[v] bilden:
„WEil ich, geehrter Herr / von ihm / vor wenig Jahren
Ein sonderlichs gehabt: so soll er itzt erfahren
Nach solcher Zeit / daß sich die Wolthat nicht verlorn
Da ich ein sonderlichs hinwiederumb erkohrn
Zur Gehengabe hab' / Das ich nun übergebe
Euch / werther Gönner / hier: und auch der Hoffnung lebe;
Solch Wercklein und Gemüth / werd Annehmlichkeit
Lieb oder Gunst verspürn; weil ich es ihm geweiht
Aus Dank geschiehet es / und freundlichen Belieben
Umpflichtes wegen / und aus Schuldigkeit getrieben.“

## Buhlisches Stipendium
Seine Verbundenheit mit dem Literaturgeschehen und mit seiner ehemaligen Heimat zeigte Buhle auch mit seiner per Testament vom 7. April 1685 gemachten Stiftung von 300 Gulden. Das Buhlische Stipendium wurde 1690 verwirklicht, im fünften Jahr nach Buhles Tod. Die Förderung richtete sich an schlesische Studenten und wurde daher vom Senior der polnischen Universitätsnation vergeben, dem „jedesmaligen Director Oeconomiae“ oblag die praktische Ausführung.
Das von Buhle gestiftete Stipendium ging ein in ein von Kurfürst Moritz im Jahr 1543 gestiftetes Convict, das eigentlich dem allgemeinen Freitisch der Universität jährlich 600 Scheffel Korn schenkte. Da man es aber zu schwierig fand, das Korn herbeizuschaffen, war es in eine Rente von 300 Gulden umgewandelt worden. Die Stiftung wurde nach und nach erweitert, teils durch Dotationen von Privatpersonen sowie durch Landesherrliche Geschenke. 1831 wurden 222 Studierende mittags und abends beköstigt. An den Landesherrlichen Tischen zahlten die Teilnehmer wöchentlich sechs Groschen dazu, an den von Privatleuten gestifteten Tischen nur drei Groschen, einige waren ganz befreit. Es gab 18 ½ Tische mit je 12 Gedecken. Der neunte Tisch war zwar landesherrlich, umfasste jedoch die von Wenzel Buhle gestiftete Stelle für geborene Schlesier.
In einer Geschichte der Universität Leipzig aus dem Jahr 1810 hieß es:
„Ein braver Mann, der Rauchwarenhändler und Obermeister der Kürschnerinnung Wenzel Buhle, hatte den rührenden Einfall gehabt“, in seinem Testament vom 7. April 1685, „als ein aufrichtiger Liebhaber der Gelehrten“ den beiden Leipziger Bibliotheken, der Universitätsbibliothek und »E. E. Hochw. Rates neu angelegter Bibliothec in dem Zimmerhoffe auf dem alten Neumarkt allhier« je 100 Gulden zu vermachen, mit der Bestimmung, daß die jährlichen Zinsen »dem Herrn Bibliothecario zur recreation ausgezahlt werden« sollten. Am 17. November 1690 waren die 100 Gulden dem Rat übergeben worden. Bevorzugt werden sollte ein armer, gottesfürchtiger, fleißiger Studiosus aus Schlesien, in Ermangelung eines solchen ein anderer polnischer Nation. Dieser wurde drei Jahre lang kostenlos im Convictorium, dem Speisesaal der Universität, beköstigt, indem er von der Zahlung des Fleischgeldes befreit war.